# لوريس أزارو
لوريس أزارو (9 فبراير 1933 - 20 نوفمبر 2003)، مصمم أزياء فرنسي إيطالي. صعد إلى الصدارة في الستينيات بفساتينه البراقة واستمر في الشهرة من خلال عطوره.